# بيل جايلز (لاعب كرة مضرب)
بيل جايلز (بالإنجليزية: Bill Giles)‏ هو لاعب كرة مضرب أمريكي، ولد في 7 سبتمبر 1934.